# تيبوهو مولوي
تيبوهو مولوي (بالإنجليزية: Teboho Moloi)‏ هو لاعب كرة قدم جنوب أفريقي في مركز الوسط، ولد في 2 يوليو 1968 في سويتو في جنوب أفريقيا. شارك مع منتخب جنوب أفريقيا لكرة القدم. أما مع النوادي، فقد لعب مع أورلاندو بيراتس وأونس كالداس وغازي عنتاب سبور.

## وصلات خارجية
- تيبوهو مولوي على موقع اتحاد تركيا (لاعب) (الإنجليزية)
- تيبوهو مولوي على موقع قاعدة بيانات كرة القدم.إي يو (الإنجليزية)
- تيبوهو مولوي على موقع ناشيونال فوتبول تيمز (الإنجليزية)